# Ennemond Gaultier
Ennemond Gaultier conegut com a Gualtier el Vell (Villette-de-Vienne, Delfinat, França vers el 1575 – Les Nèves, 17 de desembre de 1651) fou un músic francès.
Fou un hàbil tocador de llaüt i compositor; algunes obres seves es troben en el Livre de musique pour le luth, de Perrine; i en les Pièces de luth, d'ell mateix, i en altres col·leccions.

## Altres Gaultier
Altres músics francesos d'igual cognom i probablement de la mateixa família són dignes d'especial menció, tals com Denis Gaultier (1598-1672), més conegut per Gaultier el Jove. Entre les seves composicions es troben: Pièces de luth sur troit diffétents modes nouveaux (París sense data), i en manuscrit La réthorique des dieux. Aquest manuscrit, que es conserva en la Biblioteca de Berlín, conté 62 peces per a llaüt, i ha estat transcrit en notació moderna i publicada per Oscar Fleischer (1887).
Pierre Gaultier (La Ciotat vers el 1642 i mort en un naufragi prop de Cèta el 1697, anomenat per alguns Gaultier de Marsella. Aconseguí el privilegi d'establir en aquesta última ciutat un teatre d'òpera, en la qual feu representar Le triomphe de la paix (1685), òpera de la seva composició; també és autor de la música de Le jugement du solei, escrita amb motiu d'unes festes donades a Marsella en honor del rei.